# Bud Anderson
Pour les articles homonymes, voir Anderson.
Clarence Emil Anderson, dit Bud Anderson, né le 13 janvier 1922 à Oakland (Californie) et mort le 17 mai 2024 à Auburn (Californie), est un aviateur américain de la Seconde Guerre mondiale. Il a aussi participé à la guerre du Viêt Nam.
Au cours de sa carrière, il a volé sur plus de 100 types d'aéronefs et a totalisé plus de 7 000 heures de vol. Il est membre du National Aviation Hall of Fame depuis 2008.

## Biographie

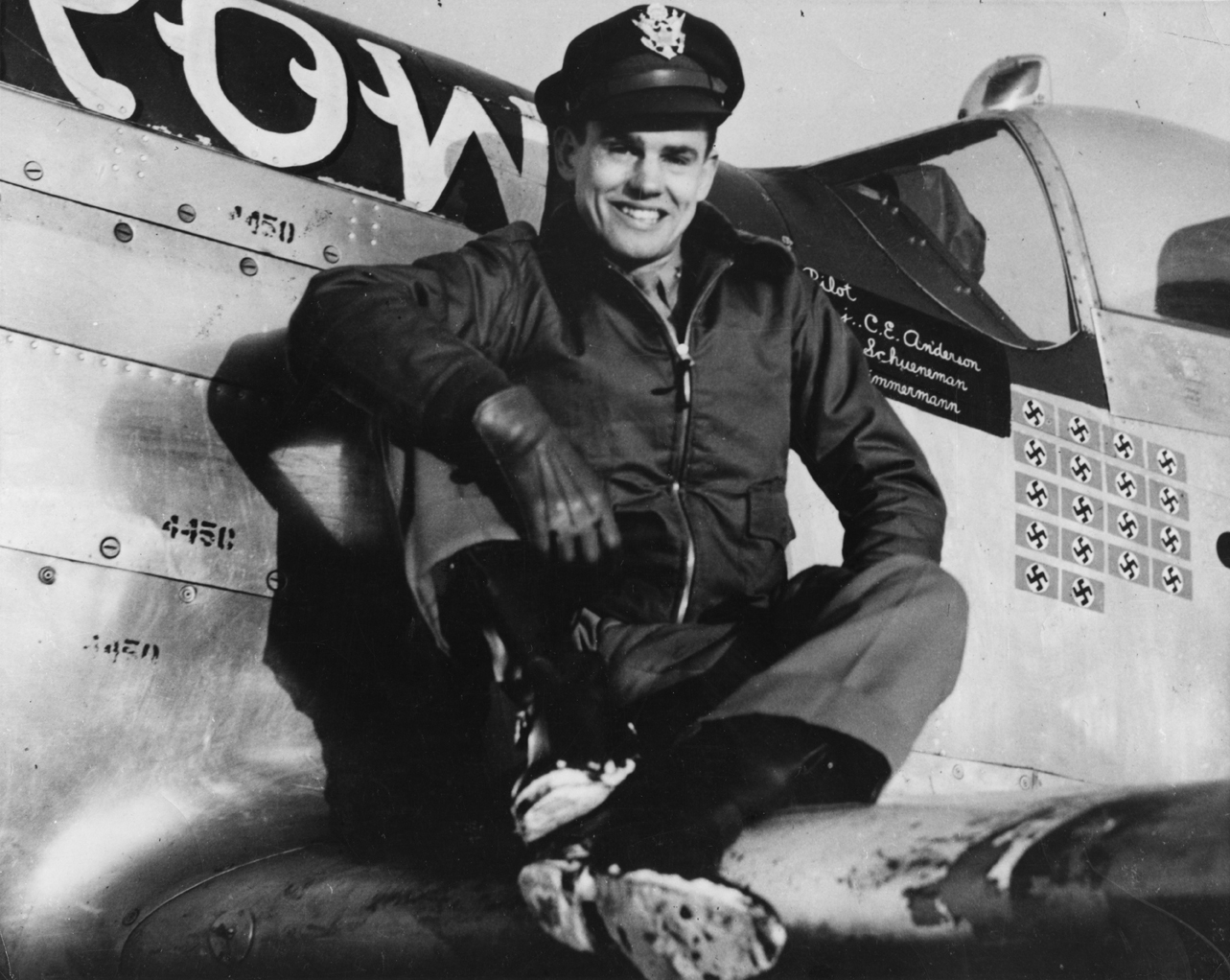
Bud Anderson, as du 357th Fighter Group, assis sur l’aile de son P-51 Mustang surnommé « Old Crow » en 1945.

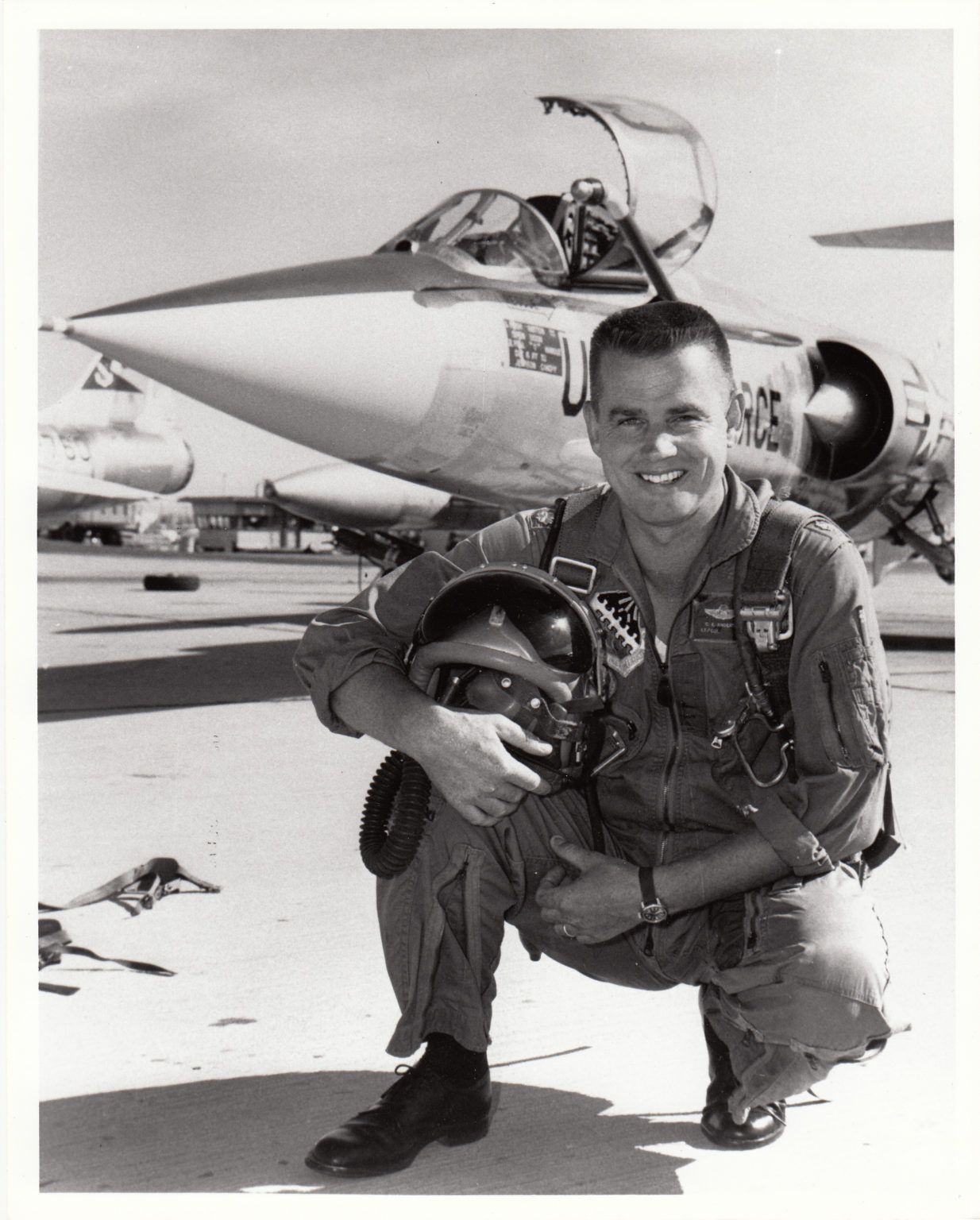
Bud Anderson, pilote d'essai d'un Lockheed F-104 Starfighter sur la base aérienne Edwards dans les années 1950.

Bud Anderson apprend à voler à l'âge de dix-neuf ans. Pilote de chasse pendant la Seconde Guerre mondiale (il est officiellement crédité de 16,25 victoires aériennes), il devient ensuite pilote d'essai, affecté à la base aérienne Wright-Patterson puis à la base aérienne Edwards. Il évolue par la suite vers des postes de commandement, d'abord au Pentagone, ensuite en escadron, enfin en escadre. De juin à décembre 1970, il est le dernier commandant de la 355e escadre de chasse lorsque celle-ci participe à la guerre du Viêt Nam depuis la base de Takhli (en), en Thaïlande. Il prend sa retraite en mars 1972, avec le grade de colonel et après 30 ans de service.
Bud Anderson est aussi connu pour son étroite amitié avec Chuck Yeager, les deux ayant servi dans le 357e Fighter Group lors de la Seconde Guerre mondiale.
Après sa retraite de l'armée, il rentre chez McDonnell Douglas, où il prend la direction des essais en vols à la base aérienne Edwards jusqu'en 1998.

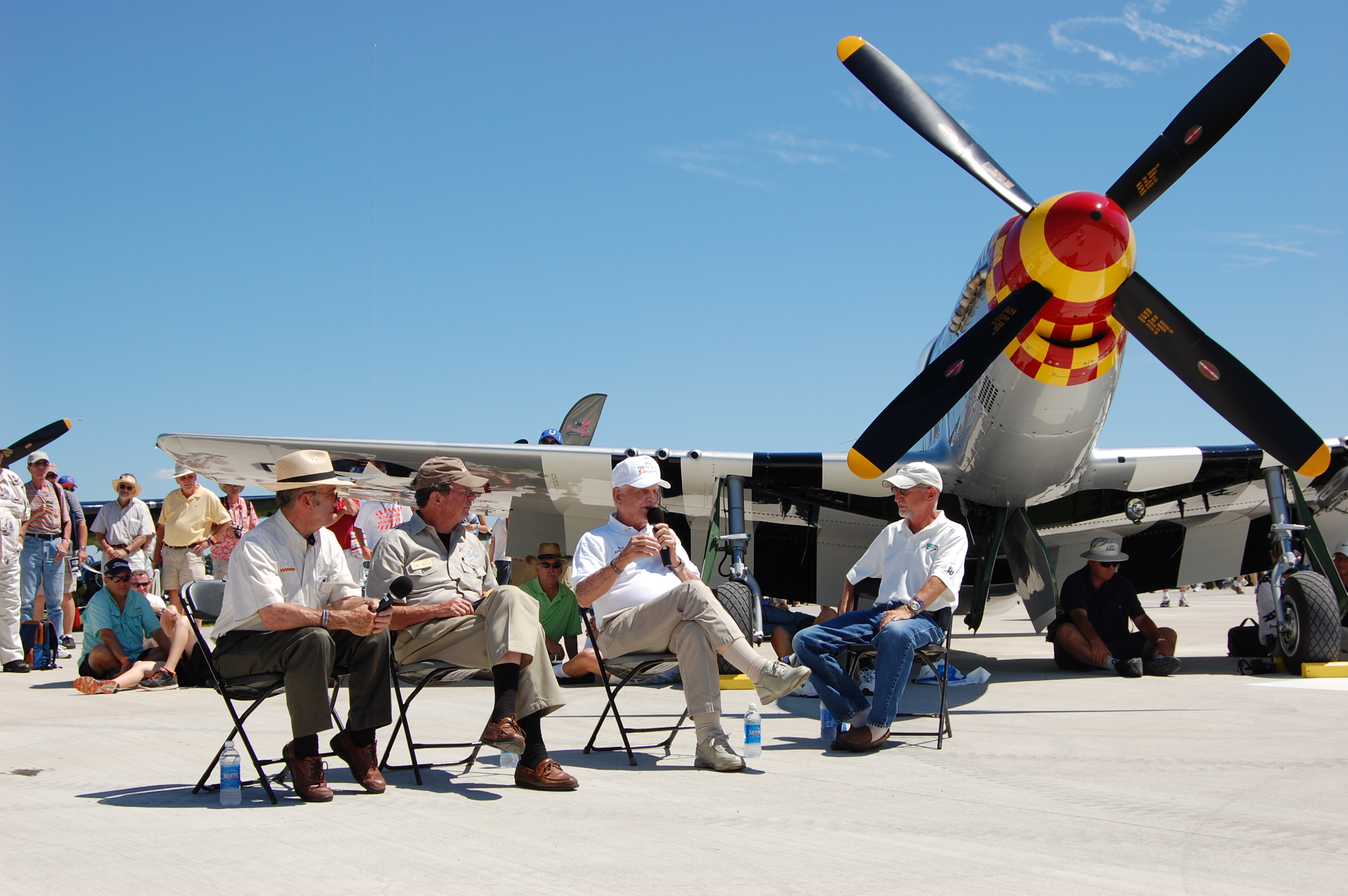
Bud Anderson (troisième personne en partant de la gauche) au meeting aérien d'Oshkosh de 2011. Il est assis devant un North American P-51 Mustang peint aux couleurs du Old Crow qu'il pilotait lors de la Seconde Guerre mondiale.

Il épouse Eleanor Cosby le 23 février 1945. Elle meurt le 30 janvier 2015 à Auburn en Californie. Bud Anderson meurt le 17 mai 2024 à l’âge de 102 ans.

## Publication
- (en-US) Clarence « Bud » Anderson et Joseph P. Hamelin, To fly and fight : memoirs of a triple ace, Pacifica, Calif, Pacifica Military History, 1999 (ISBN 0-935-55334-7).